# Бреусов, Степан Тихонович
Степан Тихонович Бреусов (1904—1963) — участник Великой Отечественной войны, младший лейтенант, Герой Советского Союза (указ от 22.07.1944 года).

## Биография
Родился 12 декабря 1904 года в селе Высокое Российской империи, ныне Тюлькубасский район Южно-Казахстанской области. Русский.
Окончил 4 класса школы. Работал бухгалтером в детском доме.
Призван в Красную Армию 1 января 1942 года. Воевал с 4 мая 1942 года на Юго-Западном и Прибалтийском фронтах. В 1943 году окончил курсы младших лейтенантов, в 1945 — КУОС. Трижды был ранен.
В 1944 году Бреусов командовал 1-м взводом 2-й стрелковой роты 1126-го стрелкового полка 334-й стрелковой дивизии Прибалтийского фронта.
Уволен в запас в сентябре 1945 года. После увольнения — вернулся домой, работал счетоводом по животноводству в селе Высокое. Член КПСС с 1946 года. Работал председателем Высокинского сельсовета.
Умер 3 марта 1963 года в селе Высоком (ныне называется Шакпак баба).
Старший сын — Бреусов, Алексей Степанович тоже воевал, участник Сталинградской битвы, награждён орденами и медалями.
Младший — Иван Бреусов, штурман гражданской авиации.

## Память
- В Высоком установлен бюст героя. Его именем названа главная улица и средняя школа села.

## Награды
- Указом Президиума Верховного Совета СССР от 22 июля 1944 года младшему лейтенанту Бреусову Степану Тихоновичу присвоено звание Героя Советского Союза с вручением ордена Ленина и медали «Золотая Звезда».
- Награждён орденом Ленина и медалями.

В наградном листе сказано:

При прорыве сильно укрепленного района обороны немцев в районе д. Козанового 23 июня 1944 г. смело и решительно поднялся во весь рост с исходного рубежа атаки. Увлекая за собой весь личный состав взвода, ворвался в траншеи противника, забросал гранатами и огнём взвода уничтожил 3 станковых пулемета и не менее 20 немецких солдат и офицеров. Лично сам гранатой подавил пулеметную точку и взял в плен двух немецких солдат. С фланга взвода вела огонь по нашим боевым порядкам 75 мм пушка. Товарищ Бреусов атаковал её и уничтожил вместе с расчетом. На пути преследования отходящего противника подбил автомашину и взял в плен двух немецких солдат. При форсировании реки Западная Двина 25.06.44 г. под огнём противника первым сел в лодку, увлекая своим примером подчиненных. Переправился на противоположный берег и с группой переправившихся бойцов открыл ружейно-пулеметный огонь по огневым точкам противника, мешавшим переправе нашей пехоты. Когда была закончена полностью переправа личного состава батальона, Бреусов со взводом выдвинулся вперед и решительной контратакой сбил противника с огневых рубежей. При этом подавлено два станковых пулемета, 45 мм пушка и уничтожено не менее 23 немецких солдат и офицеров. Лично сам убил 5 немецких солдат и одного офицера взял в плен.